# Nowosiółki (sielsowiet Podłabienie)
Nowosiółki (biał. Навасёлкі; ros. Новосёлки) – wieś na Białorusi, w obwodzie grodzieńskim, w rejonie grodzieńskim, w sielsowiecie Podłabienie, przy granicy z Polską.
W dwudziestoleciu międzywojennym wieś leżała w Polsce, w województwie białostockim, w powiecie augustowskim.